# Pacto de Vilna y Radom
El Pacto de Vilnius y Radom (polaco: Unia wileńsko-radomska, lituano: Vilniaus-Radomo sutartis) fue un conjunto de tres actos aprobados en Vilna, Gran Ducado de Lituania, y confirmados por el Consejo de la Corona en Radom, Reino de Polonia en 1401. La unión enmendó el acto anterior de la Unión de Krewo (1385) y confirmó el Acuerdo de Ostrów (1392). Vitautas, Gran Duque de Lituania, se hizo completamente a cargo de los asuntos de Lituania, mientras que Vladislao II de Polonia, Rey de Polonia, se reservó los derechos de un señor supremo. Después de la muerte de Vitautas, Lituania sería gobernada por Vladislao II o su heredero legal. La unión se ve generalmente como un fortalecimiento de la unión polaco-lituana.

## Antecedentes
Tanto Vladislao II, rey de Polonia, como Vitautas, Gran Duque de Lituania, intentaron renovar la unión polaco-lituana, que existía desde 1385. En 1399, la reina Jadwiga de Polonia murió debido a complicaciones en el parto, dejando a Vladislao II como rey de una tierra extranjera y sin un heredero. Si los nobles polacos obligaban a Vladislao II a abdicar al trono, regresaría a Lituania exigiendo el trono del Gran Duque. Vitautas se vería obligado a regresar al Ducado de Trakai o lanzar otra guerra civil. El mismo año Vitautas sufrió una gran derrota en la Batalla del río Vorskla contra la Horda de Oro y enfrentó rebeliones en el Principado de Smolensk, República de Pskov y Veliki Nóvgorod.

## Disposiciones
Las negociaciones comenzaron a fines de diciembre de 1400 en Hrodna. La unión fue firmada en tres actos separados: uno por Vladislao II (cuyo original no sobrevivió), otro por Vitautas y los nobles lituanos (en Vilna el 18 de enero de 1401), y el tercero por el Consejo real polaco (en Radom el 11 de marzo de 1401). Es significativo que por primera vez los nobles lituanos emitieron un acto político en su propio nombre, no simplemente como testigos de los tratados del Gran Duque.
Vitautas fue instituido como el Gran Duque de Lituania ( Magnus dux ) mientras que su primo Vladislao II, Rey de Polonia, retuvo los derechos de un señor supremo (supremus dux). El sindicato legalizó la independencia del Gran Ducado, dejando a Vitautas completamente a cargo de todos los asuntos de Lituania. Sin embargo, esta independencia debía ser temporal: después de la muerte de Vitautas, Lituania sería gobernada por Vladislao II o su heredero legal. Los nobles polacos y lituanos acordaron no elegir a un nuevo rey de Polonia sin consultarse entre sí. En ese momento ni Vladislao II Jagellón ni Vitautas tenían herederos, pero cada uno esperaba engendrar hijos legítimos que heredarían tanto el Reino de Polonia como el Gran Ducado (eventualmente sería Jogaila quien tendría éxito en esto).

## Consecuencias y evaluaciones
La alianza renovada estabilizó la situación, permitiendo a Vitautas lanzar una ofensiva contra los Caballeros Teutónicos e iniciar el primer levantamiento de Samogitia. Finalmente, las fuerzas conjuntas polaco-lituanas lograron una victoria decisiva contra los Caballeros en la Batalla de Grunwald en 1410. El tratado ha sido interpretado de diversas maneras por los historiadores lituanos y polacos. Algunos argumentaron que fue una falla diplomática en la parte de Vitautas, ya que la unión bloqueó el camino a su posible coronación como rey de Lituania. Otros lo vieron como una concesión por parte de los polacos cuando su plan para incorporar por completo al Gran Ducado en el Reino de Polonia fracasó. Una tercera escuela de pensamiento consideró que la unión era un compromiso mutuo: Lituania abandonó los planes de independencia total, mientras que Polonia abandonó los planes para la plena incorporación de Lituania a un estado unitario. Las obras académicas más recientes tienden a no sobreestimar la importancia de la unión y la ven como una mera codificación de las actuales relaciones polaco-lituanas que existían desde 1392.